# سامي إل. ديفيس
سامي إل. ديفيس (بالإنجليزية: Sammy L. Davis)‏ هو عسكري أمريكي، ولد في 1 نوفمبر 1946 في دايتون في الولايات المتحدة.